# Cross Roads Cemetery
Cross Roads Cemetery is een Britse militaire begraafplaats met gesneuvelden uit de Eerste Wereldoorlog gelegen in de Franse plaats Fontaine-au-Bois (Noorderdepartement). De begraafplaats ligt 1 km ten westen van het dorpscentrum en wordt onderhouden door de Commonwealth War Graves Commission. Ze werd ontworpen door Charles Holden met medewerking van William Cowlishaw. Het terrein heeft een bijna vierkant grondplan met een oppervlakte van 2.512 m² en is aan drie zijden omgeven door een laag baksteen muurtje. Langs de straatzijde vormt een stenen trap de toegang. Het Cross of Sacrifice staat in de linkerhoek op een vierkante sokkel en de Stone of Remembrance staat aan de andere zijde vlak bij de noordelijke hoek.
De begraafplaats telt 743 doden waarvan 105 niet meer geïdentificeerd konden worden. 

## Geschiedenis
De begraafplaats werd in de eerste week van november 1918 aangelegd door de 1/1st Northumbrian Field Ambulance en bevatte 61 Britse doden aan het einde van de oorlog. Daarna werd ze gevoelig uitgebreid door concentratie van gesneuvelden uit slagvelden tussen de Schelde en de Samber. Ook vanuit Bavay German Cemetery, Catillon Communal Cemetery Extension, Eth British Cemetery en Villereau Churchyard werden slachtoffers overgebracht. 
Er liggen nu 651 Britten (waaronder 2 Chinezen die tewerkgesteld waren bij het Chinese Labour Corps), 1 Australiër, 89 Nieuw-Zeelanders en 2 Zuid-Afrikanen begraven. Voor 1 Brit en 1 Nieuw-Zeelander zijn er Special Memorials opgericht omdat hun graven niet meer gelokaliseerd konden worden en men aanneemt dat ze zich onder de naamloze graven bevinden. 19 Britten, 1 Nieuw-Zeelander en 1 Zuid-Afrikaan worden herdacht met een Duhallow Block omdat zij oorspronkelijk in Bavay German Cemetery en Landrecies Communal Cemetery begraven waren, maar hun graven werden daar door oorlogsgeweld vernietigd en niet meer teruggevonden.

## Onderscheiden militairen
- David Ross, kapitein bij de Argyll and Sutherland Highlanders werd onderscheiden met de Distinguished Service Order en het Military Cross (DSO, MC).
- Horace William Brooks, onderluitenant bij de Somerset Light Infantry en John James Rowson, sergeant-majoor bij het King's Royal Rifle Corps werden onderscheiden met het Military Cross (MC).
- korporaal A. Lace van de Royal Fusiliers ontving de Distinguished Conduct Medal en de Military Medal (DCM, MM).
- er zijn nog 24 militairen die de Military Medal (MM) ontvingen waaronder sergeant F. Butterworth die deze onderscheiding tweemaal ontving (MM and Bar).